# Dendrophthora confertiflora
Dendrophthora confertiflora är en sandelträdsväxtart som beskrevs av Krug & Urb. och Ignatz Urban. Dendrophthora confertiflora ingår i släktet Dendrophthora och familjen sandelträdsväxter. Inga underarter finns listade i Catalogue of Life.